# Stato maggiore generale tedesco
Lo stato maggiore generale tedesco (Großer Generalstab) fu l'organismo decisionale massimo dell'esercito prussiano prima, di quello imperiale tedesco poi, sino alla Wehrmacht e al termine del secondo conflitto mondiale; la sua creazione e il suo rafforzamento diedero alla Germania un deciso vantaggio militare nei confronti degli avversari nell'arco di due secoli.
In senso stretto lo stato maggiore generale era un corpo unico responsabile dello studio continuativo di tutti gli aspetti della guerra, e della redazione e revisione di piani per la mobilitazione e la campagna. Esisteva in maniera non ufficiale già dal 1806, ed ebbe un'istituzione legale nel 1814, primo nella storia.
Lo stato maggiore prussiano godeva di maggiore libertà dal controllo politico rispetto ai suoi contemporanei, e la sua autonomia ricevette forza di legge alla nascita dell'Impero tedesco nel 1871. Fu considerato la casa del militarismo tedesco, e dopo la prima guerra mondiale i vincitori tentarono di sopprimerlo come istituzione; ciononostante sopravvisse e giocò il suo ruolo consueto nel riarmo della Germania nel secondo conflitto mondiale.
Lo stato maggiore prussiano si distingueva per la selezione dei suoi membri in base alla competenza ed al merito, piuttosto che al rango e agli appoggi politici, e per la formazione metodica ed esaustiva che richiedeva: l'istruzione non era concepita solo per escludere i candidati meno abili o poco motivati, ma anche per dar vita ad un organico di militari professionisti accomunati dal metodo e dalla visione, e con una dedizione quasi monastica al proprio lavoro. Gli ufficiali di stato maggiore si alternavano fra i compiti sul campo e quelli al comando, rimanendo comunque parte di questa speciale organizzazione. L'uniforme rispecchiava la distinzione mostrando sui pantaloni una striscia di colore carminio larga il doppio della norma.
Sino alla dissoluzione dell'Impero tedesco, mentre le convenzioni politiche e sociali spesso portavano i nobili o i reali al comando degli eserciti, la responsabilità di pianificare e condurre le operazioni poggiava sugli addestrati ufficiali dello Stato maggiore; per altri eserciti europei che mancavano della professionalità di un corpo di stato maggiore professionale, le stesse convenzioni erano spesso premessa di disastri. Anche l'esercito del Secondo Impero francese, i cui ufficiali superiori raggiunsero probabilmente gli alti gradi come risultato di valore e successo sul campo di battaglia, fu duramente sconfitto in una guerra (la guerra franco-prussiana) che ne mise in luce la poca capacità organizzativa e la carenza di formazione professionale.
Il capo di stato maggiore di una unità prussiana sul campo aveva il diritto di opporsi ai piani o agli ordini del comandante nominale dell'unità, e rivolgersi al comandante superiore, su sino al sovrano: per tali ragioni le vittorie prussiane e tedesche vennero spesso accreditate al capo di stato maggiore, più che al comandante nominale; spesso il comandante era egli stesso membro dello Stato maggiore, veniva comunque riconosciuta istituzionalmente l'importanza non solo della capacità di comando, ma piuttosto del lavoro di squadra, come chiave per il successo, sia per la pianificazione che per la condotta delle operazioni.

## Storia

### Esordi
Lo sviluppo di un corpo di militari professionisti al lavoro a tempo pieno, in pace e in guerra, per curarsi di tutti gli aspetti di pianificazione operativa e logistica fu conseguenza delle esperienze nate sui campi di battaglia del XVII e XVIII secolo. Prima del XIX secolo il successo sul campo era in gran parte legato alla competenza militare del sovrano; mentre Federico il Grande portò alla vittoria le armi prussiane, non così si può dire dei suoi successori che non ne possedevano il talento, il che portò ad un inevitabile declino dei quadri di comando dell'esercito. Senza una competente pianificazione operativa e logistica, la disciplina e il valore delle truppe non potevano più essere sufficienti nei confronti di un avversario sapientemente diretto.
Dagli ultimi anni del XVIII secolo divenne pratica comune assegnare esperti militari ad assistere i generali comandanti dell'esercito prussiano, ciò in gran parte per volere di alcuni relativamente giovani ma talentuosi ufficiali come Gerhard von Scharnhorst e August von Gneisenau; cionondimeno tali misure non furono sufficienti a vincere l'inefficienza dell'esercito, comandato da ufficiali anziani, veterani delle campagne di Federico il Grande.
Nel 1806 la Prussia fu sconfitta da Napoleone Bonaparte alla battaglia di Jena, e dopo la sconfitta sia lo Stato prussiano che l'esercito entrarono in una fase di profonda crisi. Dopo la pace di Tilsit del 1807 Federico Guglielmo III incaricò Scharnhorst, Gneisenau, il primo ministro barone von und zum Stein, ed altri promettenti giovani ufficiali di formare la Commissione per la riorganizzazione dell'esercito. Sebbene la forza militare della Prussia, così come la sua libertà d'azione, fossero notevolmente compresse dai termini del trattato di pace, la Commissione agì in tutto e per tutto come uno stato maggiore per pianificare e sostenere la ricostruzione dell'esercito.
Come parte di tali misure furono fondate le scuole propedeutiche alla carriera militare di Berlino, Königsberg e Breslavia, così come l'Accademia per i Giovani Ufficiali (più tardi Kriegsakademie), aperte a tutti i candidati in base al merito. La maggioranza delle accademie militari del tempo era solitamente dedita a formare ufficiali di artiglieria e del genio, e non esperti di strategia; una rimarchevole eccezione era rappresentata dal Senior Department del Reale accademia militare di Sandhurst.
Sebbene i comandanti prussiani fossero ancora scelti in base all'anzianità o al favore reale, ebbero da allora a guidarli e consigliarli ufficiali esperti. L'improbabile accoppiata tra il feldmaresciallo Blücher, ufficiale limitato ma popolare, come comandante in capo, col tenente generale von Gneisenau come suo capo di stato maggiore, mostrò immediatamente i vantaggi di tale sistema.

### Istituzione
Dopo la sconfitta di Napoleone lo stato maggiore fu istituito formalmente; l'aver completato, per accedervi, il corso alla Preußische Kriegsakademie (l'accademia militare prussiana) era uno degli aspetti più distintivi del modello prussiano.
Lo stato maggiore, organizzato dal riformatore Karl von Grolman nel 1816 nelle divisioni orientale (Russia), meridionale (Austria) ed occidentale (Francia ed eventualmente Stati tedeschi occidentali), pianificò continuamente scenari bellici probabili ed improbabili sui diversi teatri. Nel 1843, con un'Europa in pace da quasi trent'anni e le maggiori nazioni del tutto dimentiche della guerra, il ministero della guerra prussiano predisponeva minuziosi piani atti a prevedere tutte le possibili contingenze ed in grado di essere attuati in qualsiasi momento.

### Von Moltke il Vecchio

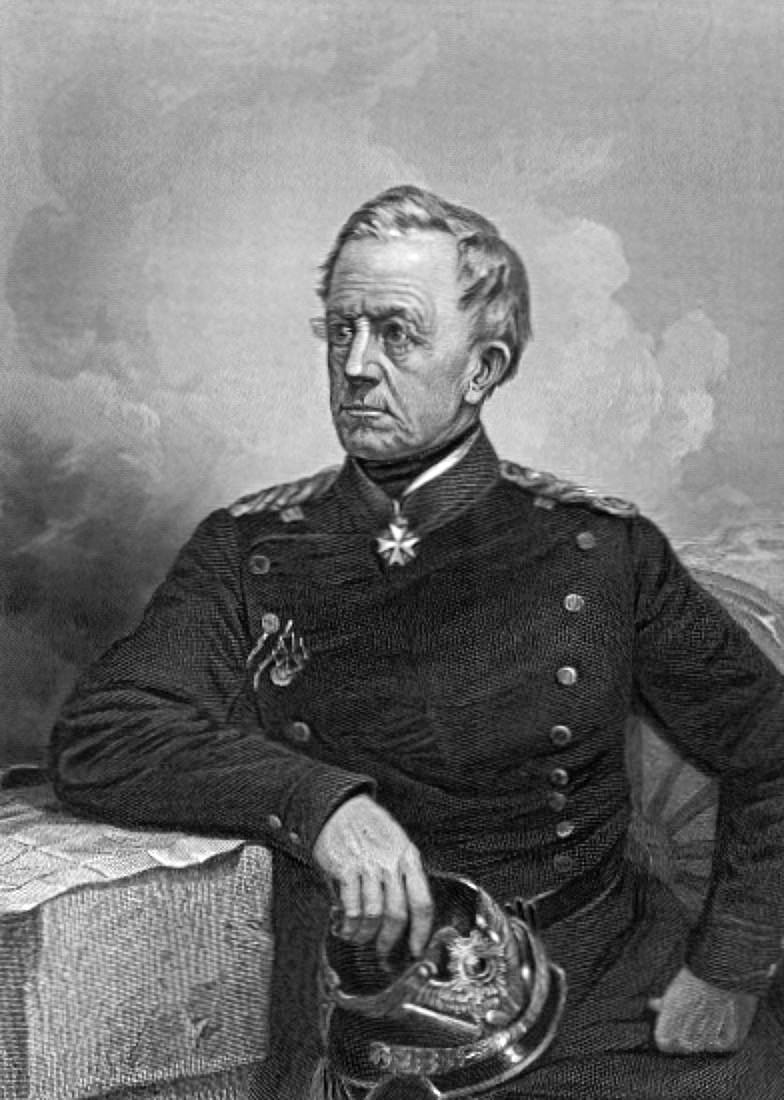
Il generale Helmuth von Moltke

Nel 1857 Helmuth Karl Bernhard von Moltke, ufficiale di ampie vedute e consigliere di Guglielmo I, fu nominato capo dello Stato maggiore. Sotto la sua guida il sistema fu ingrandito e consolidato.
Ogni anno i migliori 120 ufficiali inferiori dell'esercito venivano selezionati con un difficile esame per accedere alla Kriegsakademie. Gli standard accademici erano sufficientemente rigorosi per escludere oltre metà degli ammessi. Dall'élite risultante von Moltke selezionava i migliori dodici elementi per istruirli personalmente: essi seguivano studi teorici, manovre annuali, simulazioni ed esercizi di topografia noti come Kriegsspiele (war game nella terminologia odierna).
Sebbene questi ufficiali alternassero periodi di servizio reggimentale ed altri presso il comando, si poteva essere certi che agissero e pensassero secondo gli insegnamenti di von Moltke, una volta giunti a capo dello Stato maggiore delle grandi unità. Von Moltke stesso si riferiva ad essi come il "sistema nervoso" dell'esercito prussiano.
Nelle campagne vittoriose contro l'Austria-Ungheria e la Francia, von Moltke ebbe bisogno soltanto di emettere direttive di massima alle grandi unità, lasciando ai rispettivi Stati Maggiori il compito di tradurne in pratica i dettagli secondo le dottrine e i metodi consolidati, mentre il comando supremo degli avversari si trovava sommerso da una montagna di pratiche e questionari nel tentativo di controllare l'intero esercito da un singolo quartier generale.
La vasta esperienza di von Moltke spinse anche verso lo studio di discipline non puramente militari, e ad adattare queste all'uso militare. Immediatamente dopo la nomina stabilì un dipartimento (Abteilung) dedicato allo studio e allo sviluppo del sistema ferroviario prussiano nella prospettiva di includerlo nei piani di dispiegamento. Formò anche dipartimenti tecnici, come quello telegrafico.
Lo stato maggiore riformato da von Moltke era il più efficiente d'Europa, un'istituzione autonoma dedicata unicamente alla condotta della guerra, in grado di avere anche una considerevole influenza sulla politica prussiana prima e tedesca poi.

#### La guerra contro la Danimarca
Questa guerra, le cui origini politiche risalivano al conflitto fra la Danimarca e la Confederazione tedesca riguardo alla questione dello Schleswig-Holstein, ebbe ragione del concetto operativo di von Moltke e portò ad una revisione dell'organizzazione di comando dell'esercito prussiano: mentre von Moltke aveva previsto un rapido attacco per impedire ai danesi di ritirarsi sfruttando ostacoli d'acqua che la marina prussiana non poteva superare, il generale von Wrangel, al comando delle operazioni in virtù del rango, ignorò tutte le direttive del suo staff, permettendo ai danesi di attestarsi comodamente, e prolungando con ciò la guerra di alcuni mesi. A posteriori si cercò un sistema migliore, sebbene non infallibile, di nominare i comandanti.

#### LaDeutscher Krieg
La guerra austro-prussiana divenne quasi inevitabile dopo la fine delle ostilità con la Danimarca. Von Moltke, spiegando le sue ragioni al ministro della guerra Albrecht von Roon, affermò: «Abbiamo l'inestimabile vantaggio di poter trasportare il nostro esercito di 285.000 uomini su cinque linee ferroviarie e di poterlo concentrare in venticinque giorni... L'Austria ha una sola linea e le occorreranno quarantacinque giorni per radunare 200.000 uomini». Nonostante inevitabili errori, il calcolo di von Moltke si dimostrò corretto, e l'esercito austriaco fu costretto alla battaglia a Sadowa e distrutto. In tutti gli aspetti della preparazione, pianificazione ed esecuzione, le azioni austriache furono deficitarie in rapporto a quelle dell'avversario prussiano.
Nel riesaminare le deficienze prussiane nei confronti degli austriaci, lo stato maggiore mise in atto svariati cambiamenti per accrescere l'efficienza strategica e tattica dell'esercito. La cavalleria non avrebbe più avuto un ruolo di riserva, ma avrebbe agito come schermo ai movimenti dell'esercito a tutti i livelli, preso il primo contatto col nemico, e costantemente osservato le attività ostili. L'artiglieria, con la recente introduzione della canna rigata, non si sarebbe impiegata dietro la massa della fanteria, bensì una sua parte significativa avrebbe marciato con l'avanguardia, ed una parte avrebbe marciato con il grosso dell'esercito, fornendo con ciò immediata copertura di fuoco ai reparti avanzati al momento del contatto col nemico, ed al resto delle truppe all'atto del dispiegamento sul terreno.
Nuova enfasi fu posta nel mantenimento del contatto fra i comandi superiori e i subordinati, cosicché i comandanti fossero sempre informati sulla posizione delle unità. Infine l'introduzione del fucile a canna rigata per la fanteria segnò una rivoluzione negli effetti delle armi; cosicché von Moltke fece la seguente analisi nel 1865:

#### Guerra franco-prussiana
Il governo di Napoleone III fu messo in allarme dalla vittoria prussiana sull'Austria, e pensò di riformare urgentemente il proprio esercito per fronteggiare il conflitto con la Prussia che sembrava inevitabile e imminente. Gli ufficiali superiori fallirono completamente nell'impadronirsi dei metodi prussiani; il capo di stato maggiore francese, maresciallo Le Bœuf, affermò in maniera supponente, nel 1870, che l'esercito francese era pronto per la guerra «sino all'ultimo bottone della giubba»: 462.000 soldati tedeschi si concentrarono rapidamente alla frontiera francese mentre solo 270.000 francesi furono dispiegati a contrastarli, con l'esercito francese che perse (o non seppe governare per cattiva pianificazione) 100.000 sbandati prima che un solo colpo fosse sparato. Durante la guerra vi furono ancora gli inevitabili errori dovuti alle difficoltà di comunicazione, ma i reparti tedeschi si spostavano con velocità e precisione tale che gli ufficiali superiori francesi, avvezzi a muovere solo battaglioni incolonnati, non potevano concepire.
La vittoria prussiana sorprese molti fra i soldati di professione di tutto il mondo, dato che la Francia era ritenuta una grande potenza militare, mentre la Prussia era considerata una potenza minore, nonostante i successi ottenuti da Federico il Grande, le vittorie contro Napoleone nel 1813/1815, e più di recente quella con l'Austria del 1866. Molti eserciti si affrettarono allora ad adottare i metodi e le strutture dello Stato maggiore prussiano, con esiti variabili.
Contemporaneamente von Moltke spinse per la riorganizzazione ed il rafforzamento delle unità prussiane per assicurarsi la superiorità tattica nei confronti delle altre nazioni, introducendo il concetto di Auftragstaktik, o tattica di missione, per incoraggiare l'iniziativa dei singoli come punto cardine ad ogni livello di comando; tale concetto fu codificato in tutti i manuali di tattica prussiani pubblicati dopo la guerra:

### Dall'unificazione della Germania alla Prima guerra mondiale

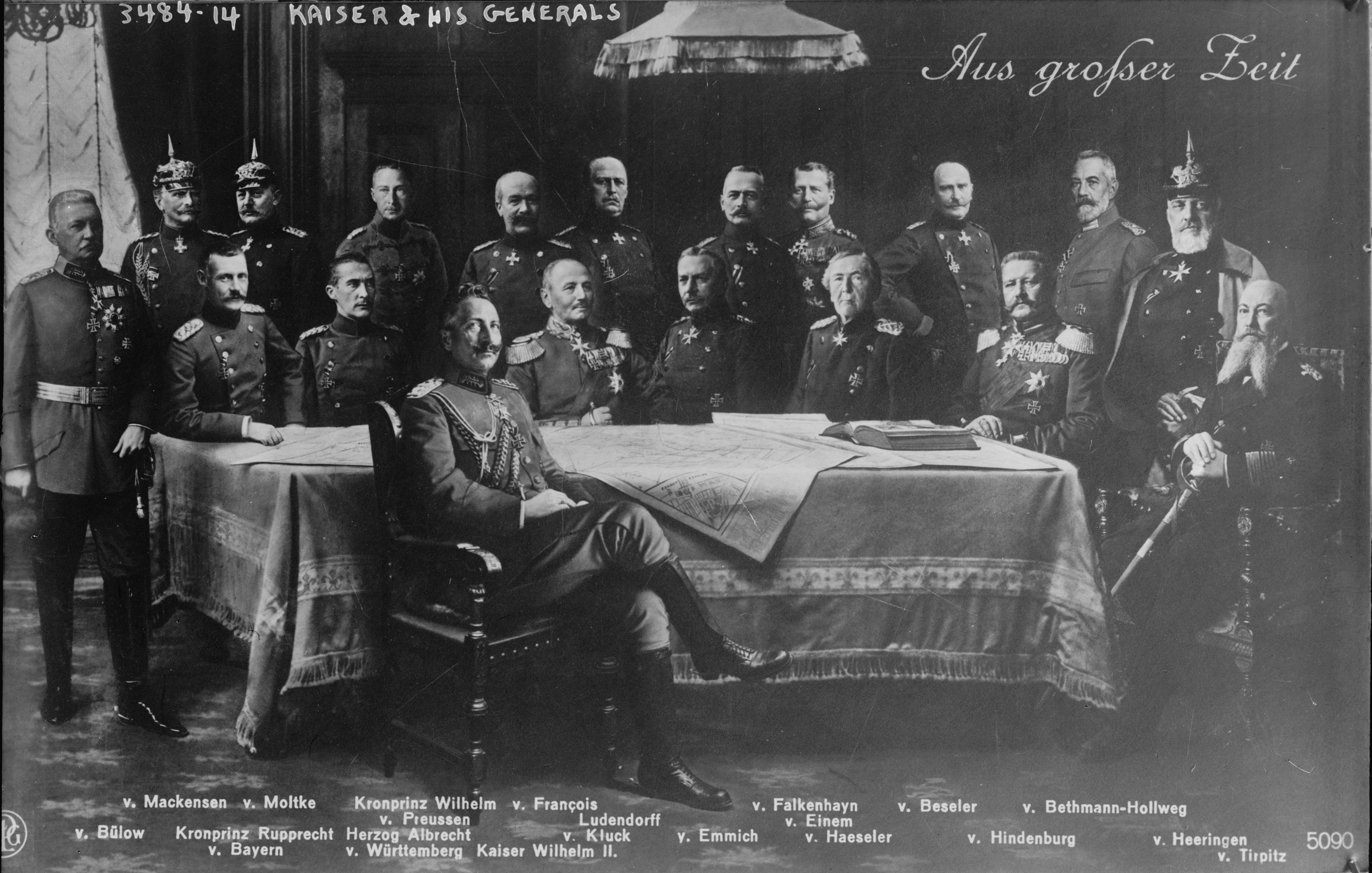
Guglielmo II coi suoi generali

Con l'unificazione lo stato maggiore prussiano divenne stato maggiore tedesco e cominciò a prepararsi ad una nuova guerra, apparentemente inevitabile, con la Francia, che meditava la riscossa ed il recupero delle provincie annesse alla Germania dopo la sconfitta. Le manovre diplomatiche di Otto von Bismarck avevano sempre prevenuto la formazione di una coalizione europea in chiave antitedesca, ma dopo le dimissioni del cancelliere nel 1890 la Francia guadagnò l'alleanza dell'Impero russo.
La Germania si trovava quindi di fronte al rischio di una guerra su due fronti, a oriente e a occidente. Per scongiurare un'evenienza del genere il capo di stato maggiore Alfred von Schlieffen concepì e nel corso del tempo affinò il piano strategico che da lui prese il nome.
Sotto von Schlieffen, e più tardi sotto von Moltke il giovane, lo stato maggiore tedesco non seppe compensare le carenze logistiche né prevedere mosse alternative in caso di fallimento del piano originale. Nonostante la superiorità dei comandi a livello di divisione, corpo d'armata ed armata durante tutta la prima guerra mondiale contribuì alla messe di successi tedeschi sin quasi al termine della guerra, la nazione collassò. Lo stato maggiore tedesco perse la guerra anche per ragioni logistiche, non riuscendo a tenere testa alle altre potenze nella guerra di logoramento che divorava materiali e uomini: una prima conseguenza fu il prematuro impiego degli studenti della Kriegsakademie, ben prima che terminassero gli studi; poi un abbassamento degli standard per l'assegnazione allo stato maggiore fece sì che i nuovi ufficiali non fossero all'altezza di quelli che andavano a sostituire.

### Fra le due guerre
Dopo la sconfitta tedesca il Trattato di Versailles proibì esplicitamente alla Germania la reintroduzione sotto qualsiasi forma dello Stato maggiore. Ciononostante gli ufficiali tedeschi si diedero con discrezione alla pianificazione di una prossima guerra nell'ambito di uno stato maggiore camuffato all'interno del Truppenamt ("ufficio truppe"), un ufficio risorse umane dall'aspetto innocuo che operava nel piccolo esercito consentito dagli accordi di pace.
Quando Adolf Hitler salì al potere nel 1933 tutto quel che ebbe da fare fu seguire i piani predisposti dal Truppenamt, che si ricostituì in Oberkommando des Heeres, per costruire la macchina bellica nazista.

### Seconda guerra mondiale
Verso la fine della Prima guerra mondiale, lo stato maggiore soppiantò quasi totalmente il potere politico; durante la seconda guerra mondiale al contrario, la sua influenza, già ridimensionata, decadde progressivamente.
In parte ciò fu dovuto alla crescente importanza delle altre branche delle forze armate, in particolare la Luftwaffe, il cui comandante in capo Hermann Göring ebbe sempre un'influenza personale nei confronti di Hitler quale nessuno degli altri comandanti poté vantare.
Lo stato maggiore, mentre guardò con favore alla politica di espansione dell'esercito perseguita da Hitler, e alla soppressione delle SA, si trovò spesso in contrasto con le sue idee più ardite, e raccomandò spesso la cautela. Ben presto Hitler limitò fortemente la tradizionale indipendenza dell'esercito, anche servendosi della caduta in disgrazia del ministro della Guerra, Werner von Blomberg, e della falsa accusa di omosessualità mossa contro il capo di stato maggiore della Wehrmacht Werner von Fritsch: le due vicende sono ricordate come "scandalo Fritsch-Blomberg".
La struttura di comando delle forze armate fu modificata da Hitler, con un comando supremo delle forze armate, l'Oberkommando der Wehrmacht, abbreviato in OKW, posto al di sopra del comando dell'esercito (Oberkommando des Heeres o OKH), e due comandi dell'aviazione (Oberkommando der Luftwaffe o OKL) e della marina (Oberkommando der Marine, o OKM).
Mentre in teoria era apprezzabile la creazione di un comando congiunto che coordinasse il lavoro di tutti i servizi, per esempio determinando le priorità industriali ed evitando una sovrapposizione di intenti, l'OKW fu utilizzato in maniera crescente da Hitler come uno staff di pianificazione alternativo a quello dell'esercito; allo stesso tempo l'OKW fallì il proprio compito di supervisione allo sforzo bellico nel suo complesso, risultando il tutto in una dispendiosa dispersione di risorse da parte di organismi differenti e in competizione fra loro, responsabili solo di fronte ad Hitler.
Dopo il 1941 l'OKH divenne in gran parte responsabile delle sole operazioni sul fronte orientale (e dell'amministrazione dell'esercito nel suo complesso), mentre l'OKW diresse le operazioni sugli altri fronti: si erano creati a tutti gli effetti due Stati Maggiori, spesso in competizione fra loro, mentre tutte le decisioni finali rimanevano in mano di Hitler.

## Capi dello stato maggiore prussiano (1808–1871)
- Gerhard von Scharnhorst, 1º marzo 1808–17 giugno 1810
- Karl von Hake, 17 giugno 1810-marzo 1812
- Gustav von Rauch, marzo 1812–marzo 1813
- Gerhard von Scharnhorst, marzo 1813–28 giugno 1813
- August von Gneisenau, 28 giugno 1813–3 giugno 1814
- Karl von Grolman, 3 giugno 1814–novembre 1819
- Otto August Rühle von Lilienstern, novembre 1819–11 gennaio 1821
- Karl von Müffling, 11 gennaio 1821–29 gennaio 1829
- Wilhelm von Krauseneck, 29 gennaio 1829–13 maggio 1848
- Karl von Reyher 13 maggio 1848–7 ottobre 1857
- Helmuth Karl Bernhard von Moltke, 7 ottobre 1857–10 agosto 1888

## Capi dello stato maggiore tedesco (1871–1919)
- Helmuth Karl Bernhard von Moltke, 7 ottobre 1857–10 agosto 1888
- Alfred von Waldersee, 10 agosto 1888–7 febbraio 1891
- Alfred von Schlieffen, 7 febbraio 1891–1º gennaio 1906
- Helmuth Johann Ludwig von Moltke, 1º gennaio 1906–14 settembre 1914
- Erich von Falkenhayn, 14 settembre 1914–29 agosto 1916
- Paul von Hindenburg, 29 agosto 1916–3 luglio 1919
- Wilhelm Groener, 3 luglio 1919–7 luglio 1919
- Hans von Seeckt, 7 luglio 1919–15 luglio 1919

## Capi delTruppenamt(Ufficio truppe) (1919–1933)
- Hans von Seeckt, 11 ottobre 1919–26 marzo 1920
- Wilhelm Heye, 26 marzo 1920-febbraio 1923
- Otto Hasse, febbraio 1923-ottobre 1925
- Wilhelm Wetzell, ottobre 1925–27 gennaio 1927
- Werner von Blomberg, 27 gennaio 1927–30 settembre 1929
- Kurt von Hammerstein-Equord, 30 settembre 1929–31 ottobre 1930
- Wilhelm Adam, 31 ottobre 1930–30 settembre 1933

## Capi dell’Oberkommando des Heeres(OKH) (1933–1945)
- Ludwig Beck, 1º ottobre 1933–31 ottobre 1938
- Franz Halder, 31 ottobre 1938–24 settembre 1942
- Kurt Zeitzler, 24 settembre 1942–10 giugno 1944
- Adolf Heusinger, 10 giugno 1944–21 luglio 1944
- Heinz Guderian, 21 luglio 1944–28 marzo 1945
- Hans Krebs, 1º aprile 1945–30 aprile 1945